# Poirier (Rivière-Pilote)
Pour les articles homonymes, voir Poirier (homonymie).
Poirier est un quartier de la commune de Rivière-Pilote en Martinique.

## Géographie
Le quartier de Poirier est situé au sud de la commune, sur les collines de la Pointe Figuier, à l'ouest de la Route nationale 5.
Des hauteurs la vue porte sur la cote de Sainte-Luce et le rocher du Diamant.

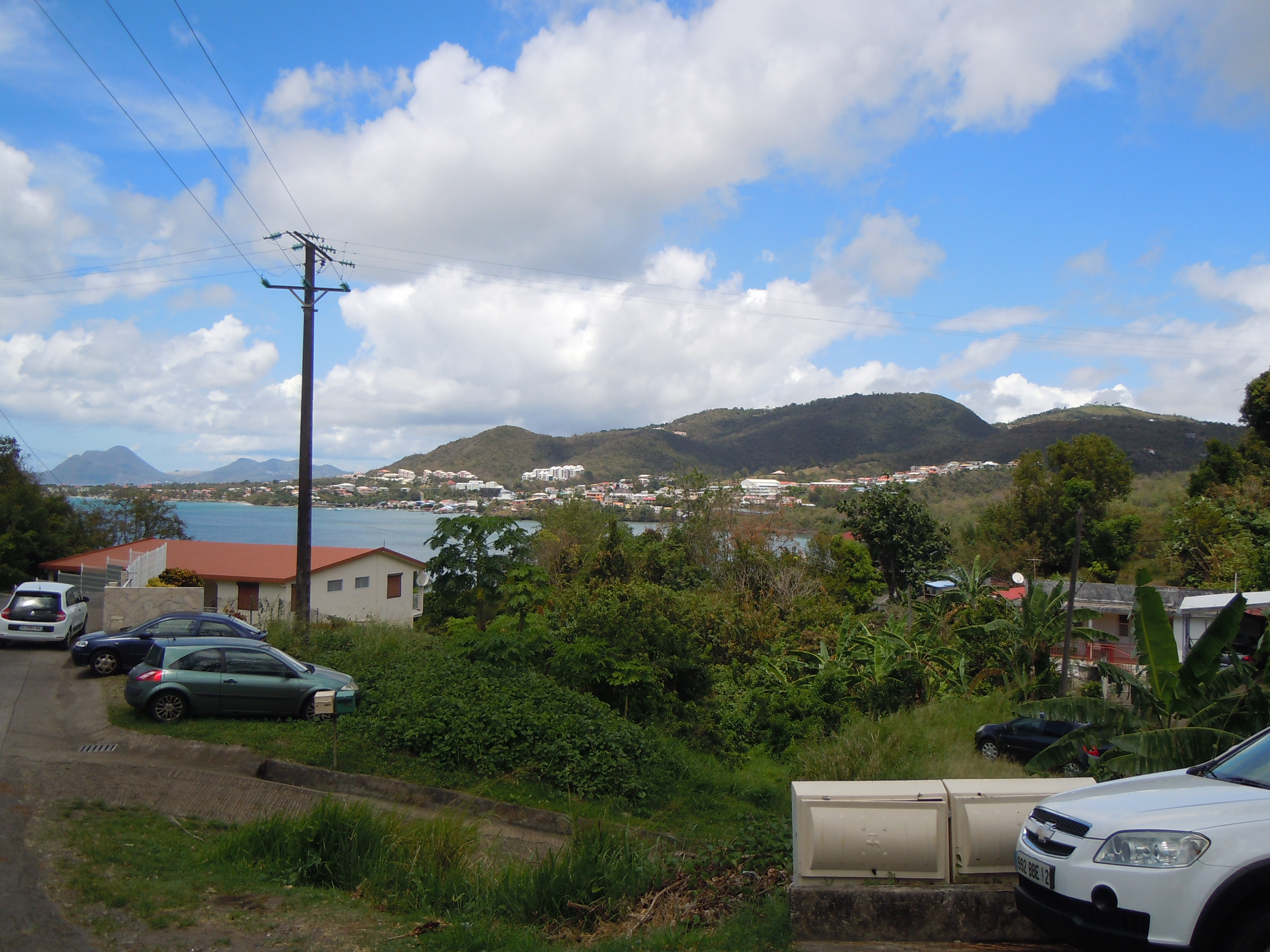
Vue depuis Poirier en direction de Sainte-Luce

## Tourisme
Le quartier compte les sites remarquables de l'Anse Figuier et l'écomusée de Martinique.